# Horloge astronomique de Chartres
La cathédrale Notre-Dame de Chartres comporte, au niveau du « tour du chœur » (enceinte du chœur), une horloge astronomique.

## Description

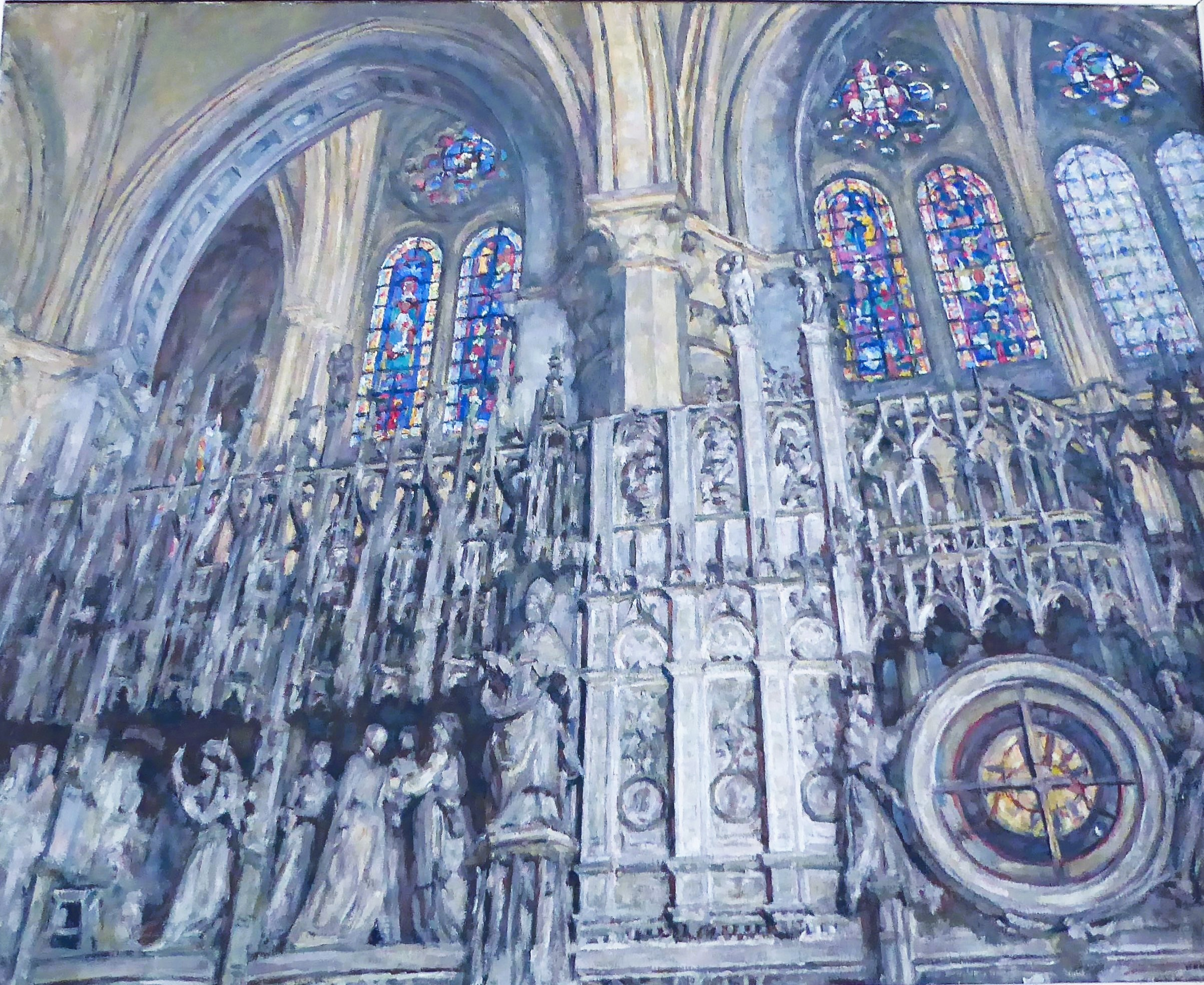
Intérieur de la cathédrale de Chartres d'Henri Villain, musée des Beaux-Arts de Chartres.

L'horloge est située côté sud après la scène de la Visitation, au début de la troisième travée qui ne comporte de ce fait que 2 scènes : le songe de Joseph et la Nativité. Cette horloge astrolabique date de 1528 et son auteur est resté anonyme. Le mécanisme d'origine a été remplacé en 2009 par un système électrique. Cette restauration a nécessité la reconstitution de plusieurs roues et pignons manquants.
Cette horloge, quelquefois appelée « horloge astrolabique », permet notamment de mesurer la hauteur des astres et de lire l'heure en fonction de la position des étoiles ou du soleil. Sa conception et ses différentes constructions s'appuient à l'origine sur une double projection plane (le plus souvent une projection polaire) qui permet de représenter le mouvement des astres sur la voûte céleste.

## Autres instruments de mesure du temps
Parmi les autres instruments de mesure du temps, se trouvent également à l'extérieur de la cathédrale :

### Pavillon de l'horloge
Un pavillon extérieur de type Renaissance abrite une horloge construite par Jehan de Beauce en 1520 ; ce pavillon situé devant la première travée du côté septentrional de la nef est classé monument historique sur la liste de 1862 et inscrit à l'inventaire général du patrimoine culturel,.

Pavillon de l'Horloge
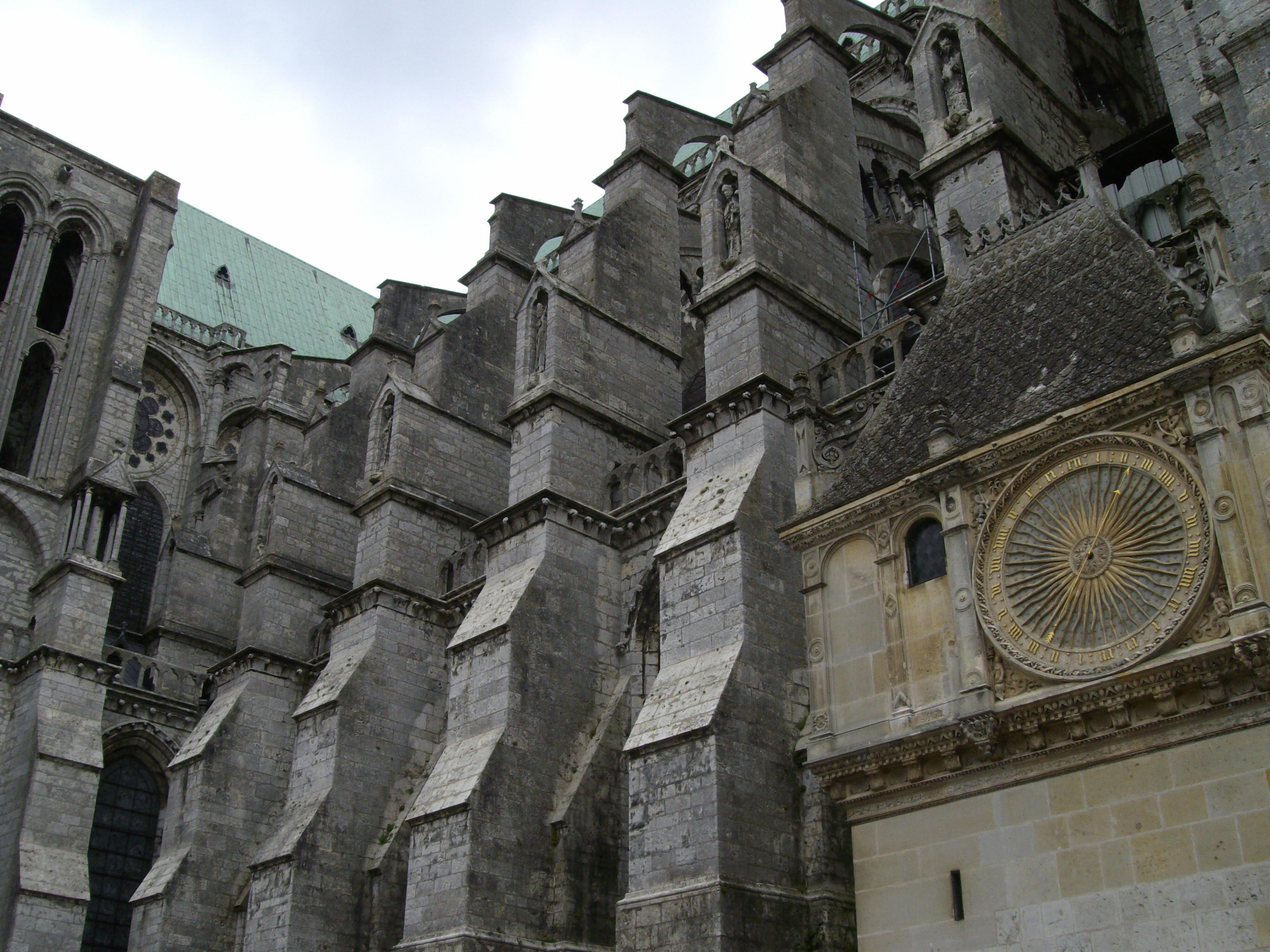
Façade nord.
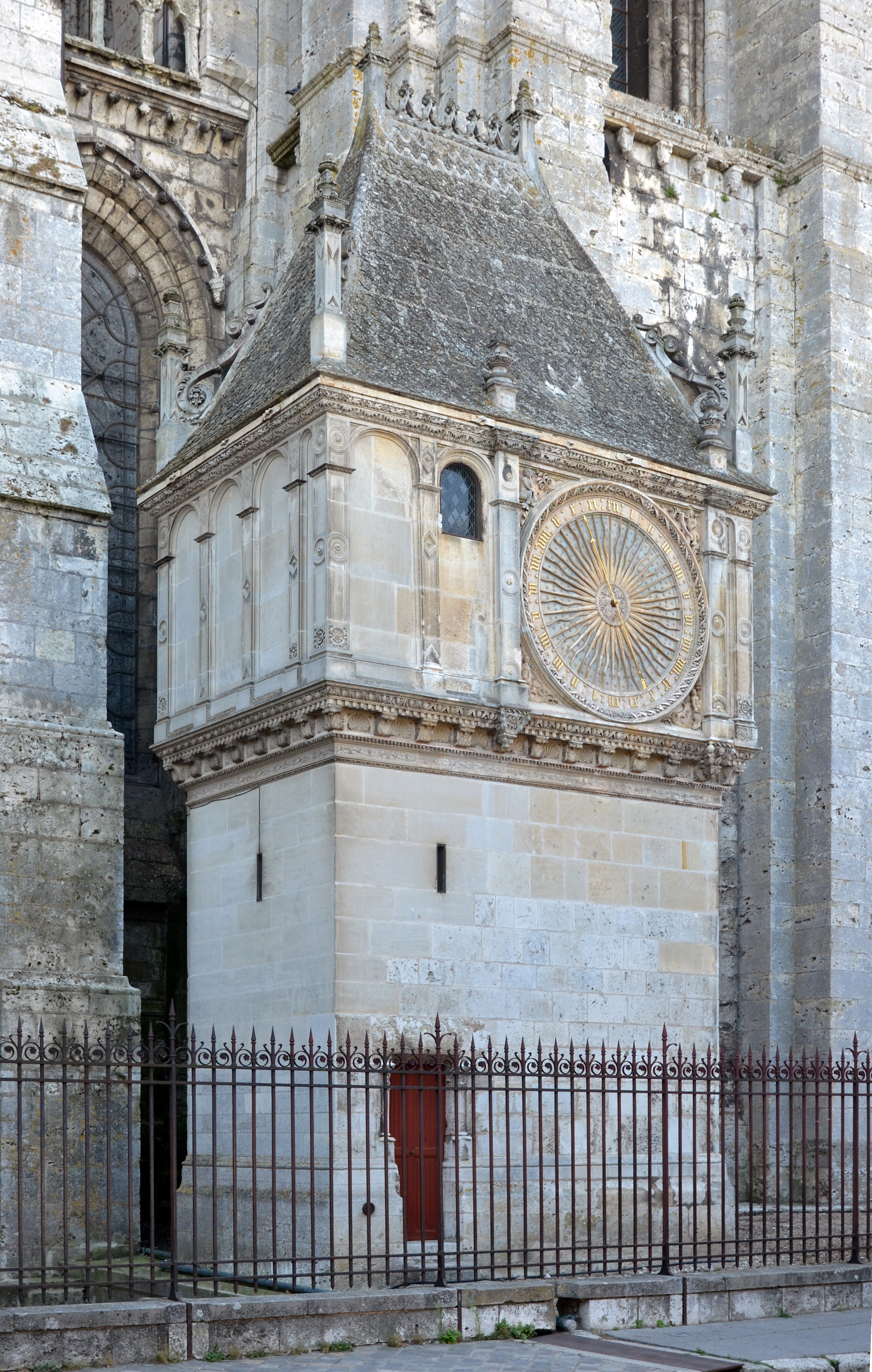
Pavillon de l'Horloge.
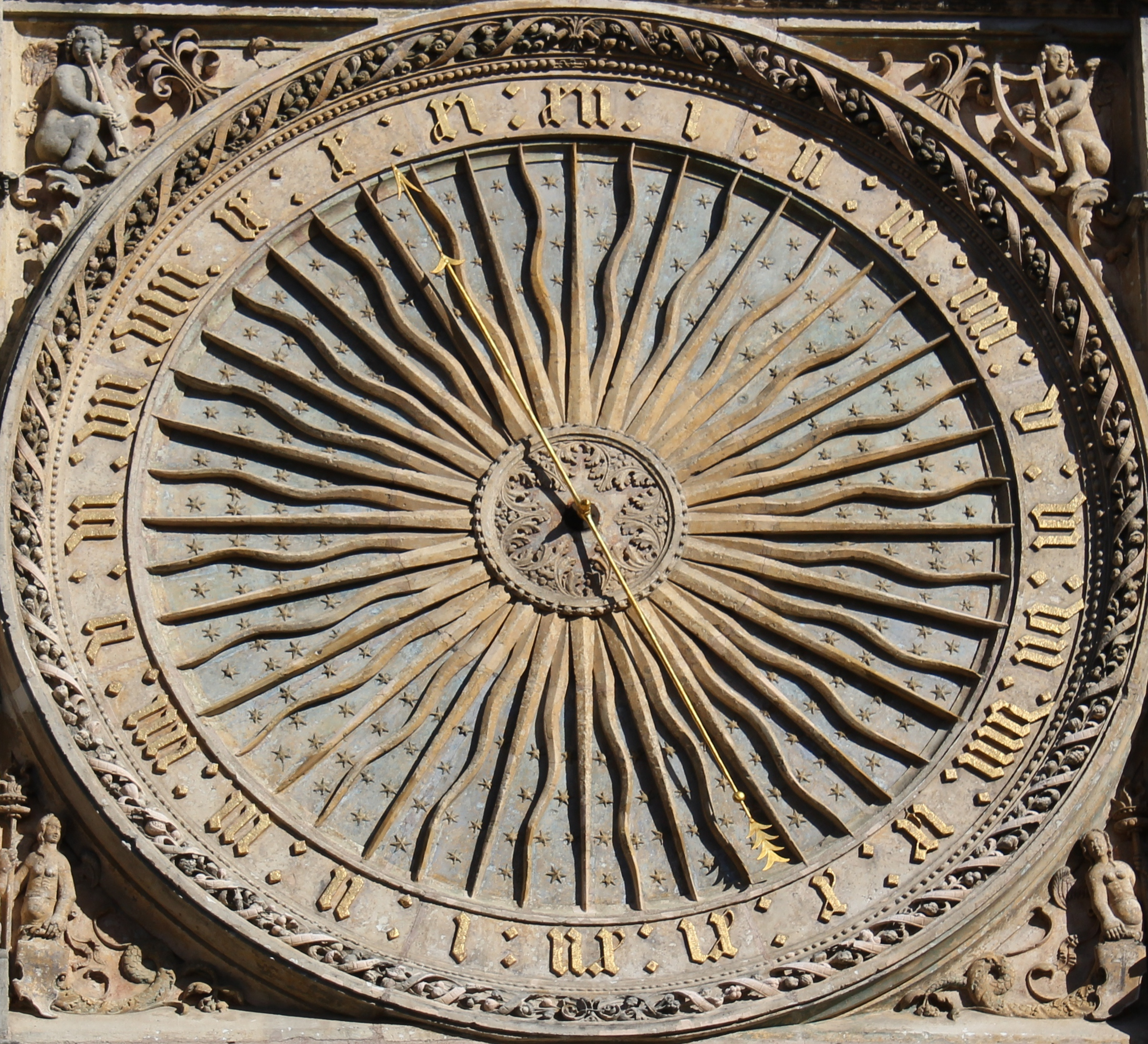
Cadran extérieur de 1520.
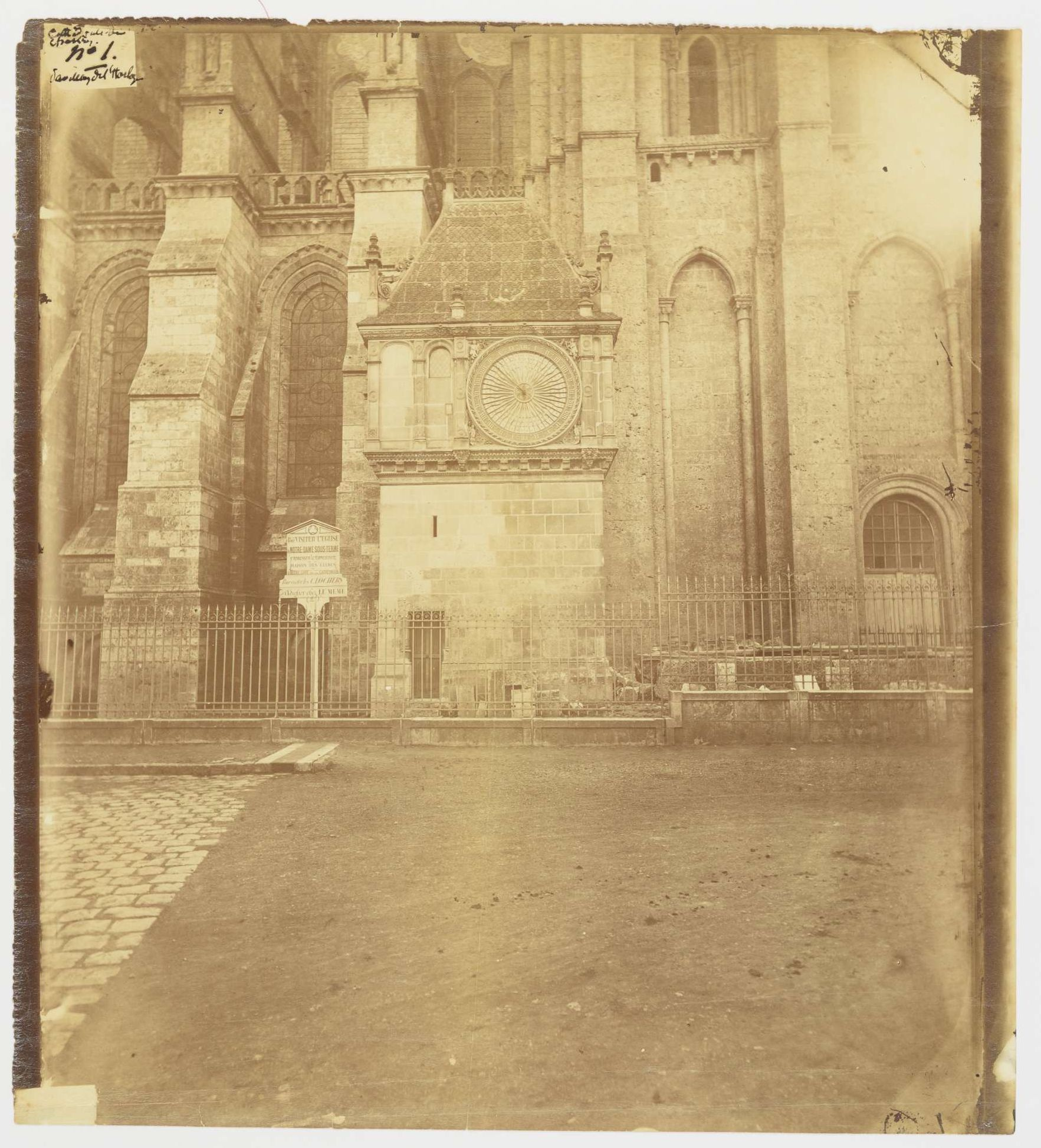
L'horloge en 1872, Photo Gallas

### Ange au cadran
Une statue représentant un ange porteur d'un cadran solaire est placée à l'angle des façades occidentale et méridionale.